# Schweizerstil

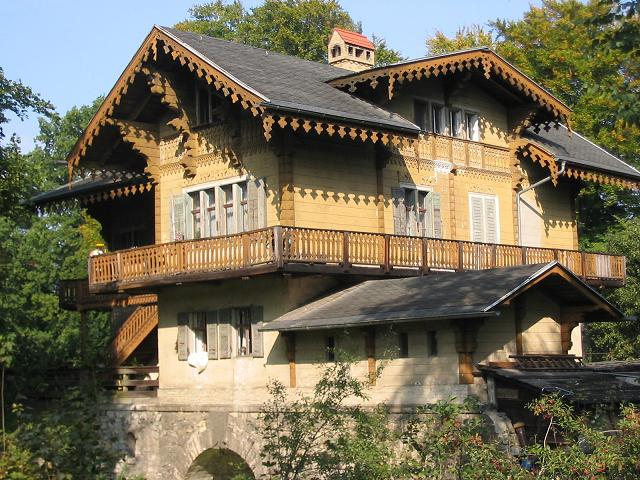
Schweizerhaus in Klein-Glienicke (Potsdam)

Der Schweizerstil (auch: Schweizerhaus-Stil, Schweizer Holzstil, Laubsägelistil oder Chaletstil) ist innerhalb der Architekturgeschichte ein zumeist außerhalb der Schweiz üblich gewesener Holzbaustil des Historismus, der in dekorativer Weise Stilelemente alpenländischer Bauernhäuser nachempfand.

## Stilmerkmale
Der Schweizerstil ist insbesondere durch ein steinernes Erdgeschoss und darauf Holzbau (Fachwerkbau oder Blockhausbau), flachgeneigte und weit vorkragende Pfettendächer, umlaufende Balkone sowie durch Brettschnitzereien an Dächern und Brüstungen charakterisiert. Die Fenster liegen optisch auf verzierten Holzkonsolen auf. Der Schweizer Giebel, ein dem Giebel vorgesetzter Schwebegiebel, ist ebenfalls ein typisches Gestaltungselement.

## Andere Bezeichnungen für den Schweizerstil
Der Schweizerstil ist ebenso unter den Begriffen „Holzstil“, „Laubsäge-Architektur“, „Laubsägeli-Architektur“, „Chalet Suisse“ oder „Swiss Cottage“ bekannt. Der Begriff „Chalet“ steht ebenfalls für einen weit über die Schweiz hinaus verbreiteten Baustil, verlangt aber eine ausschließlich in Holz gestaltete Fassade.
In Österreich ist die Bezeichnung Heimatstil üblich, die aber in einem umfassenderen Sinn für jede an traditionelle Bauformen angelehnte historistische Architektur gebraucht wird.

## Historische Einordnung
Beliebt war der Schweizerhaus-Stil vom frühen 19. Jahrhundert bis zu Beginn des 20. Jahrhunderts in Deutschland, Österreich-Ungarn und Skandinavien. Eine regelrechte Schweizbegeisterung hatte mit dem romantischen Ideal der Naturverbundenheit im späten 18. Jahrhundert ganz Europa erfasst. Das einfache Leben des Bergbauern wurde – unter anderem durch Denker wie Jean-Jacques Rousseau – idealisiert, Natur mit Wahrheit gleichgesetzt. Der Schweizerstil sollte ein Gegenbild zur aufkommenden Industrialisierung darstellen.
Die ersten Schweizereien und Häuser im Schweizerstil wurden schon in der Barockzeit als typische Nebengebäude von Residenzschlössern und als Staffage-Element in den Landschaftsgärten errichtet; dort  dienten sie dann oft auch als Wohnhaus für Gärtner oder Parkwächter.
Später traten Häuser im historisierenden Schweizerstil in Stadtlage wie zum Beispiel in Dresden auf. Anfang des 19. Jahrhunderts gelangte der Stil auch in die Schweiz selbst und wurde dort für Villen und später bevorzugt für Bahnhöfe und Hotels verwendet.
Auch namhafte Architekten wie Karl Friedrich Schinkel bauten im Schweizer Stil. Dieser hatte 1811 auf einer Reise alpenländische Architekturstudien betrieben und für die Pfaueninsel ein 1829–1830 erbautes Schweizerhaus mit Dienstwohnungen entworfen.
Verbreitung fand der Schweizerstil über Musterbücher und Vorlagenwerke.

## Beispiele
Erhaltene Villen im Schweizerstil finden sich im Raum Dresden, in Erholungs- und Kurorten der deutschen Mittelgebirge wie beispielsweise im Harz, im Taunus, in Nordböhmen und in süddeutschen Großstädten. Auch in den von der Bäderarchitektur geprägten Ostseebädern wie Binz und Heringsdorf gibt es Beispiele von Villen im Schweizer Chaletstil – diese Bauten stammen oft aus der Fertigung der Aktiengesellschaft Wolgaster Holzbau.
- In Potsdamer Stadtteil Klein-Glienicke findet sich eine ganze Kolonie von Schweizerhäusern, die Carl von Preußen 1863–1887 bei Ferdinand von Arnim in Auftrag gegeben hatte. Von den ehemals zehn Gebäuden stehen 2017 noch vier.[6]
- Im Frankfurter Stadtteil Rödelheim ließ Georg Brentano das Petrihaus, ein Fachwerkhaus aus dem 18. Jahrhundert, ab 1819 umbauen und mit Schweizerhaus-typischen und spätklassizistischen Elementen versehen.
- In Tettnang steht ein 1880 für den Oberamtstierarzt Locher in Holzblockbauweise errichtetes Gebäude mit imposanten Loggien und übereinanderliegenden Balkonen.[7][8]
- 1869–1872 ließ der bayrischen König Ludwig II. das sogenannte Königshaus am Schachen (südlich von Garmisch-Partenkirchen) im Schweizerstil errichten.

## Bildergalerien

Deutschland
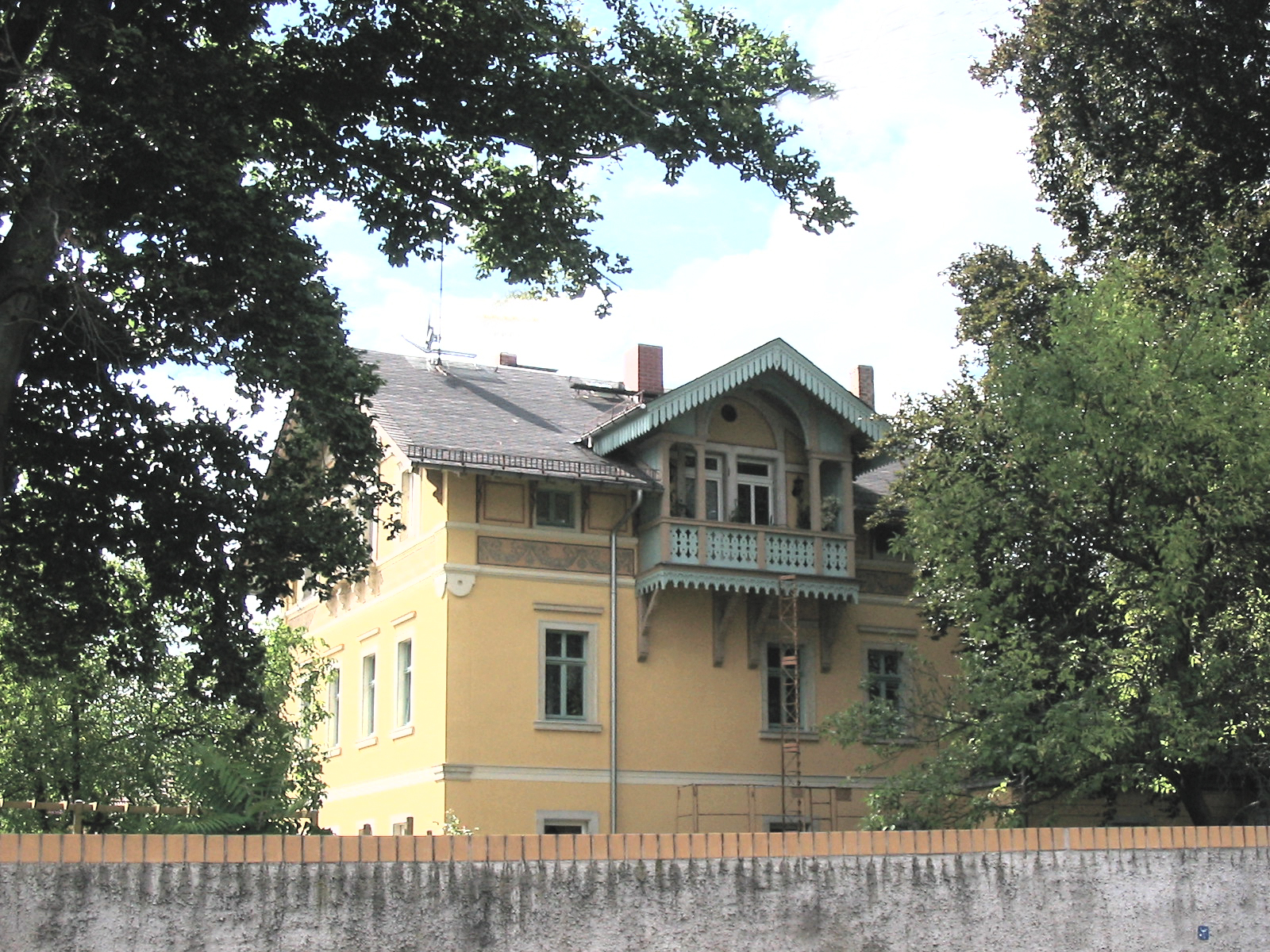
Villa Moritz Zillers im sächsischen Radebeul
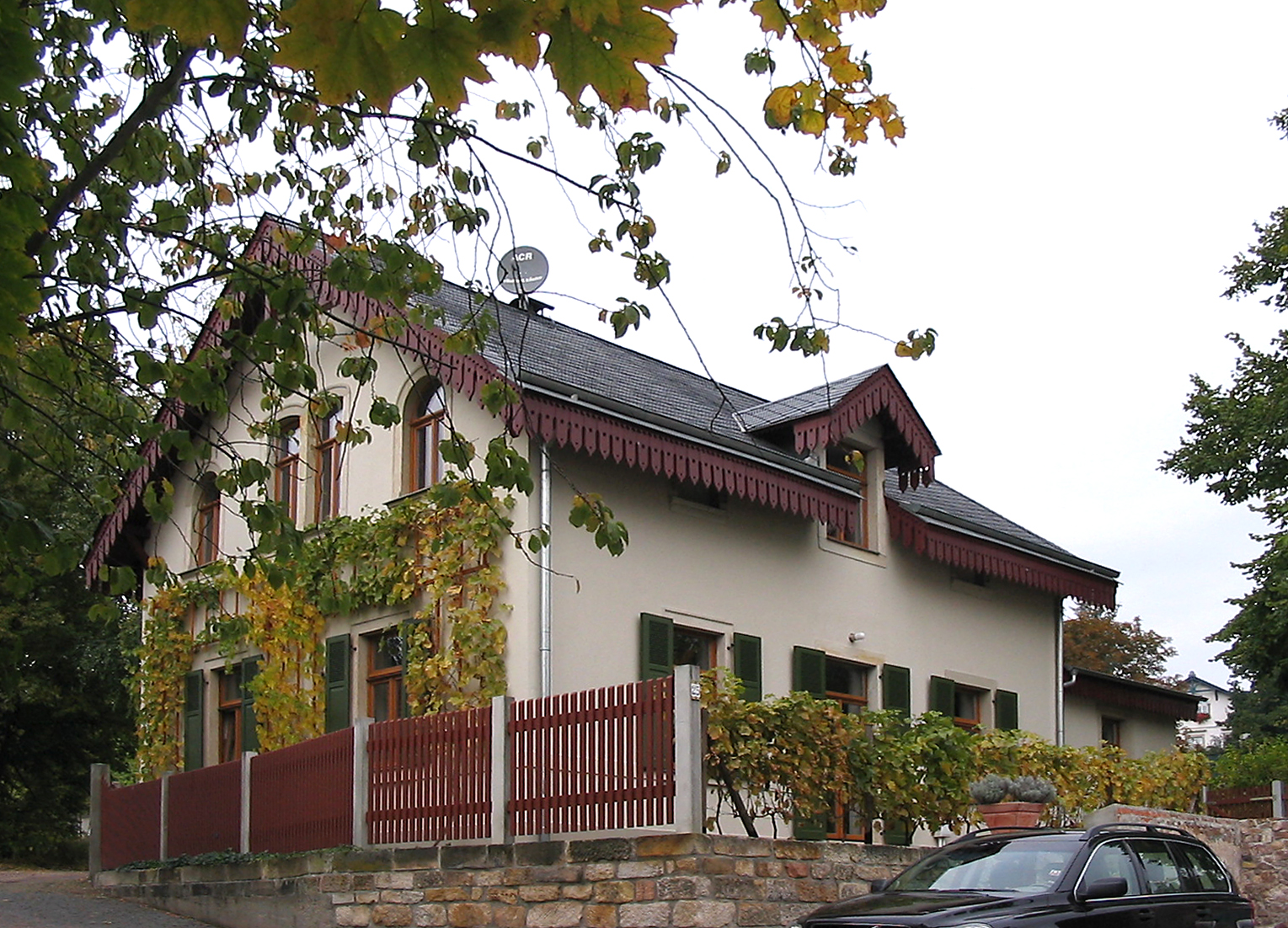
Wohnhaus im Schweizerstil (Gärtnerhaus der Goldschmidtvilla im sächsischen Radebeul)
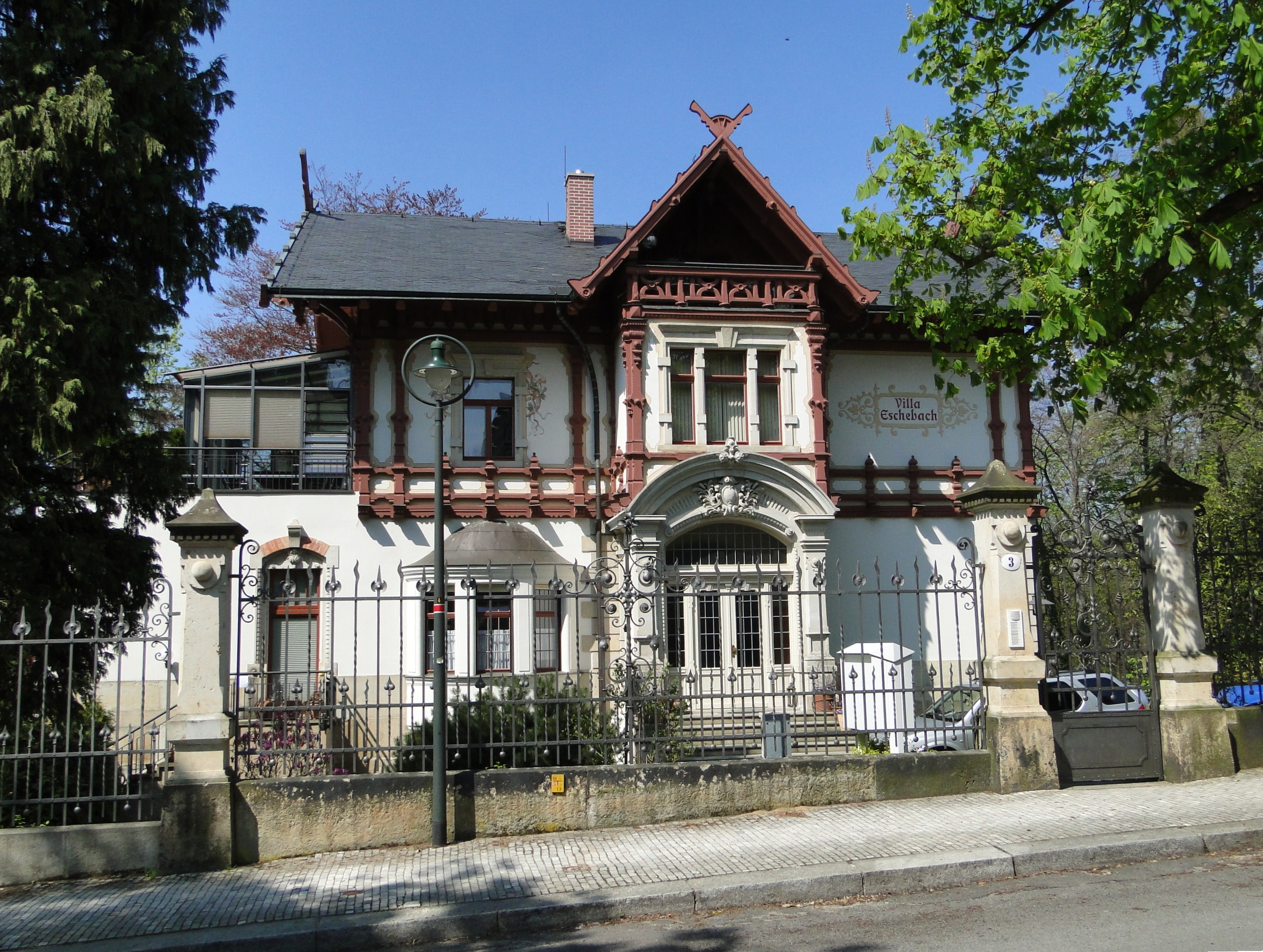
Villa Eschebach in Dresden
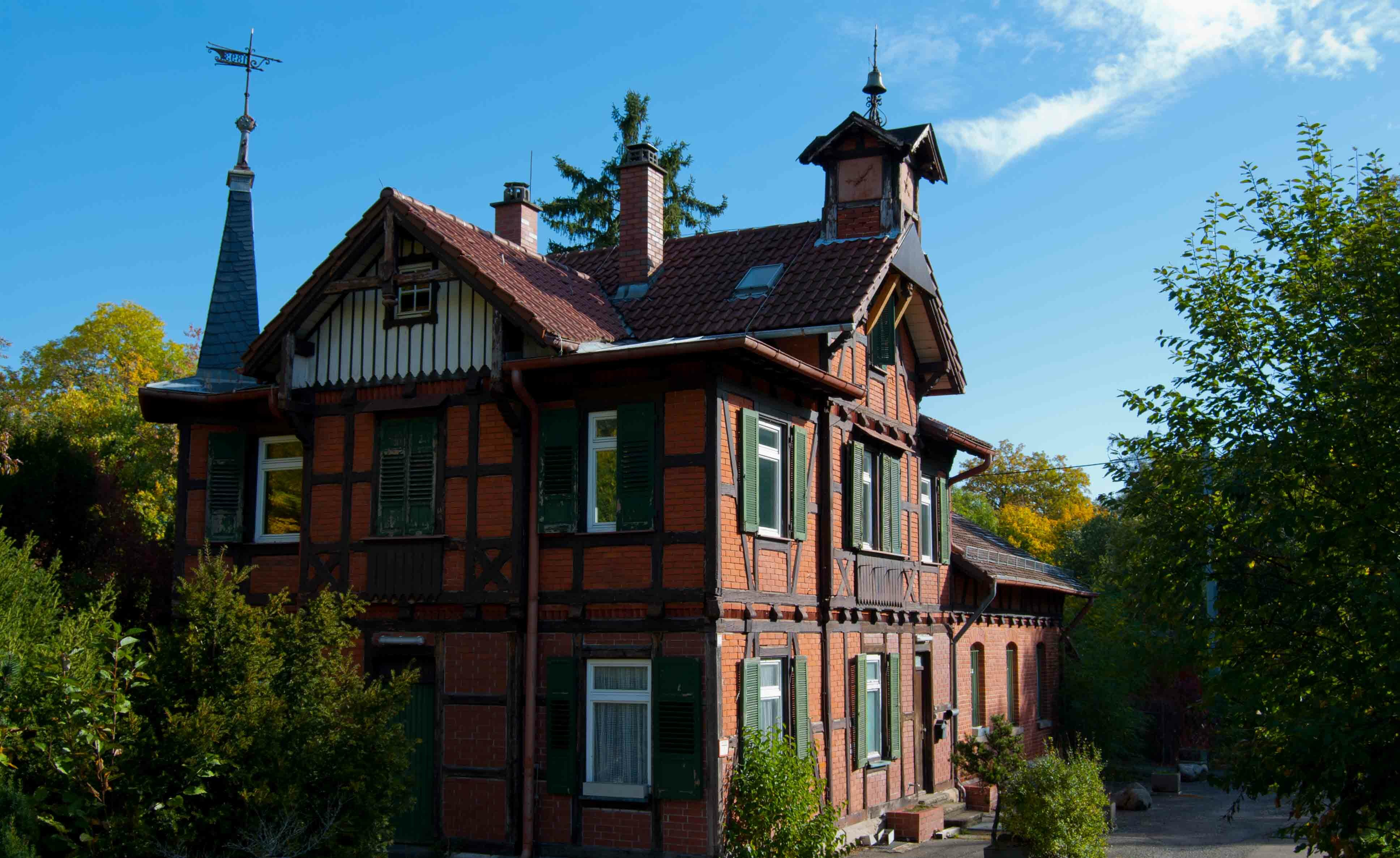
Garnisonsschützenhaus von 1893, Stuttgart
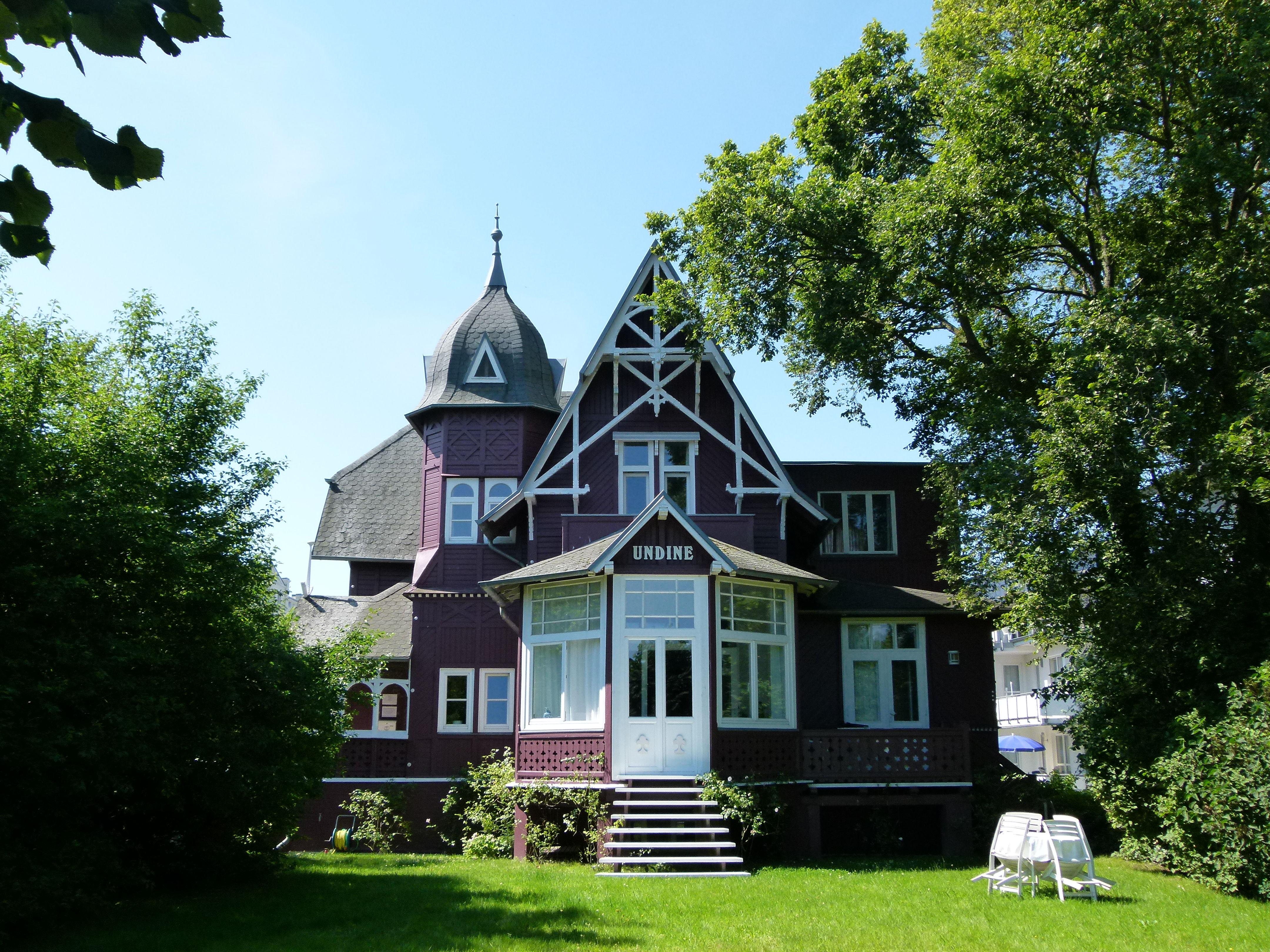
Villa Undine in Binz auf Rügen (Wolgaster Holzbau)
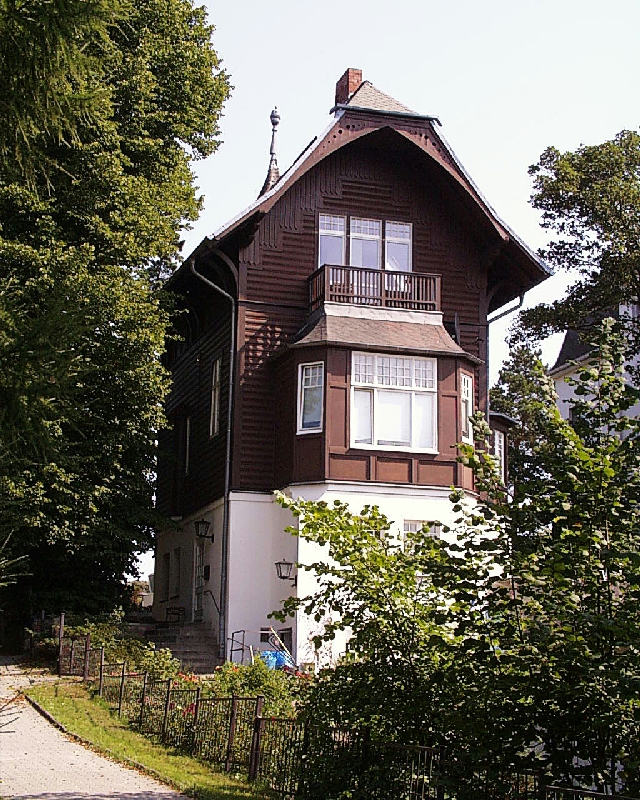
Kleine Villa im Chaletstil in Bansin auf Usedom
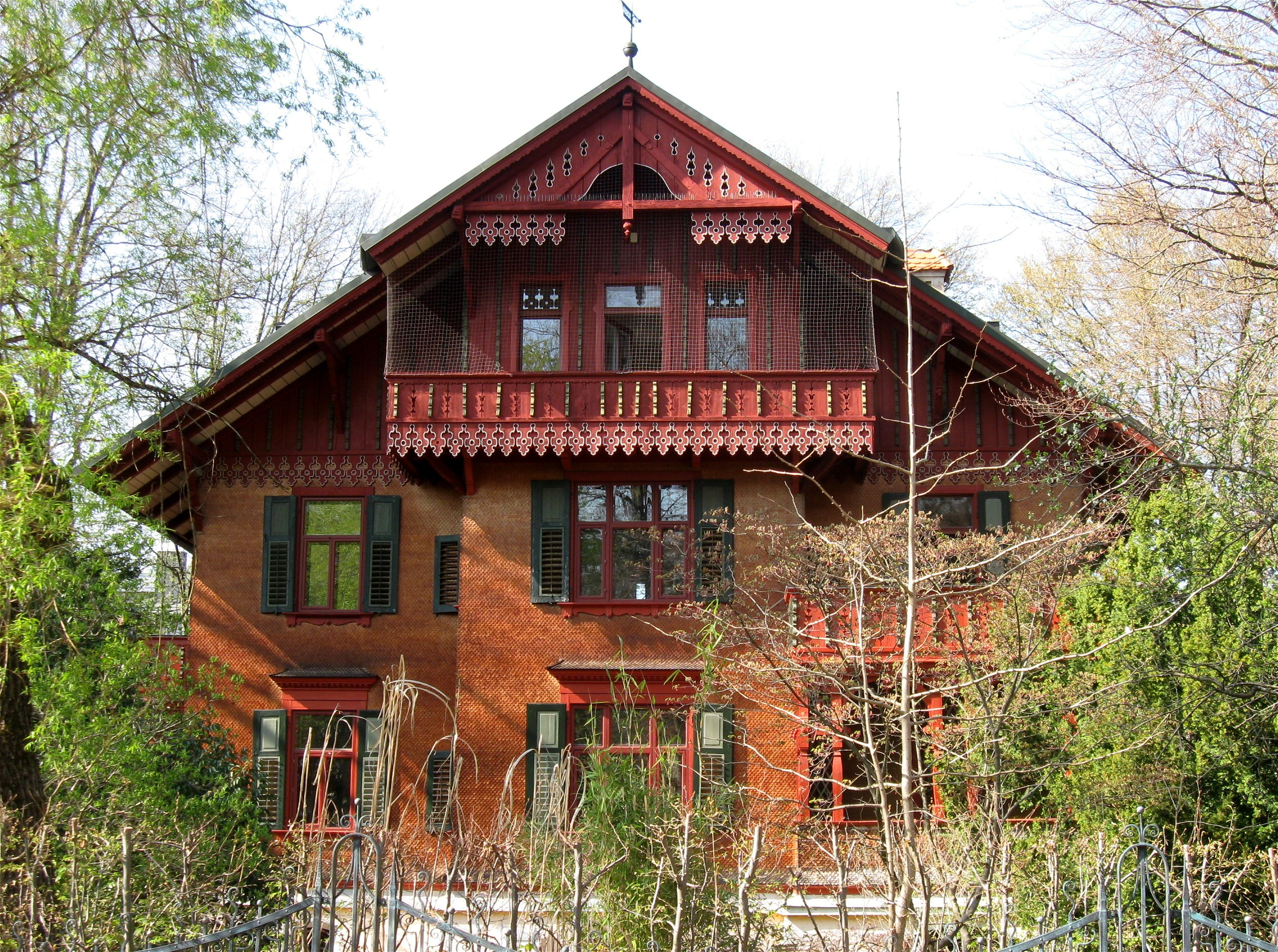
Villa in München von Max Littmann
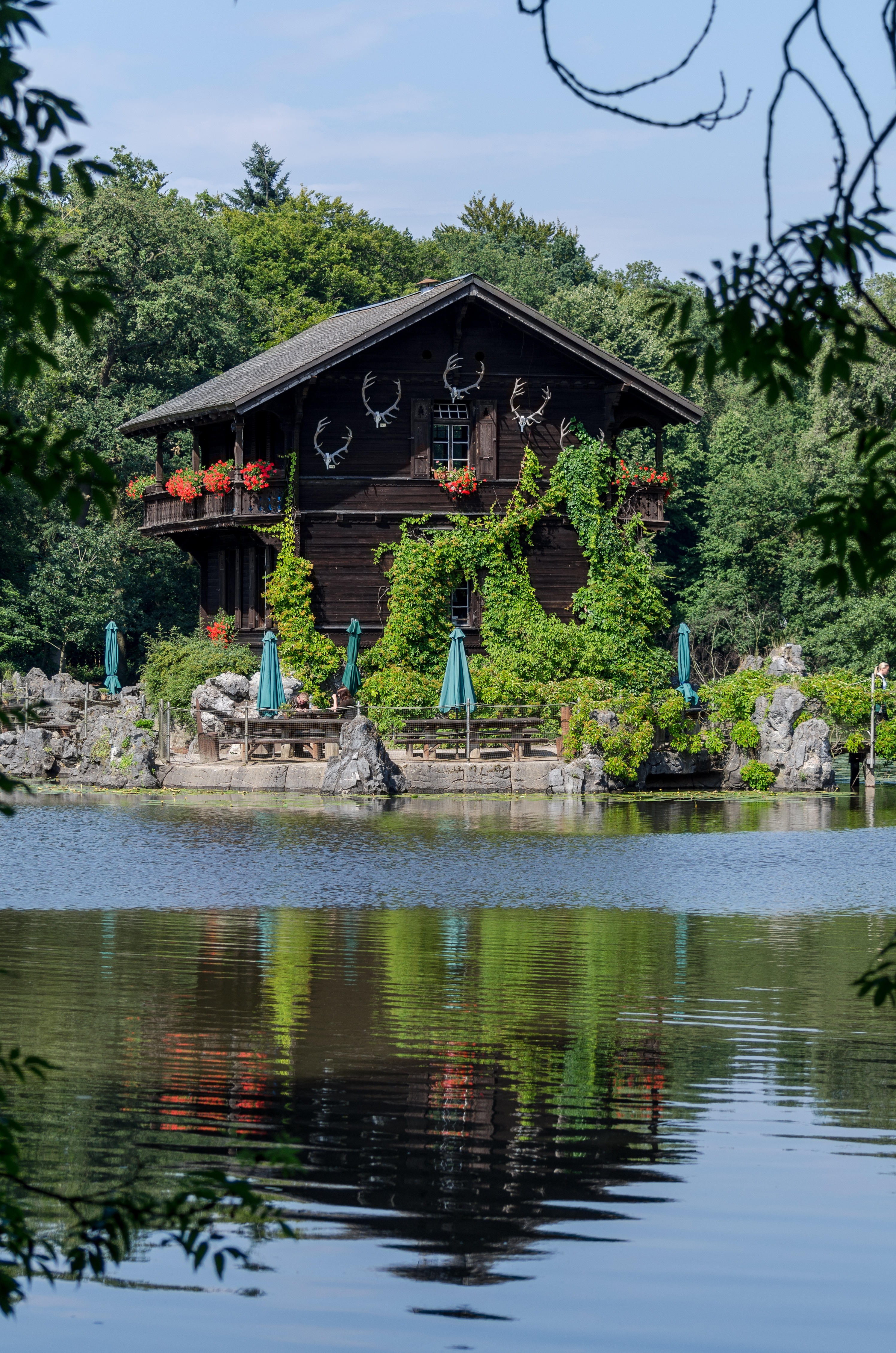
Schweizer Häuschen in der Anholter Schweiz, Isselburg-Vehlingen
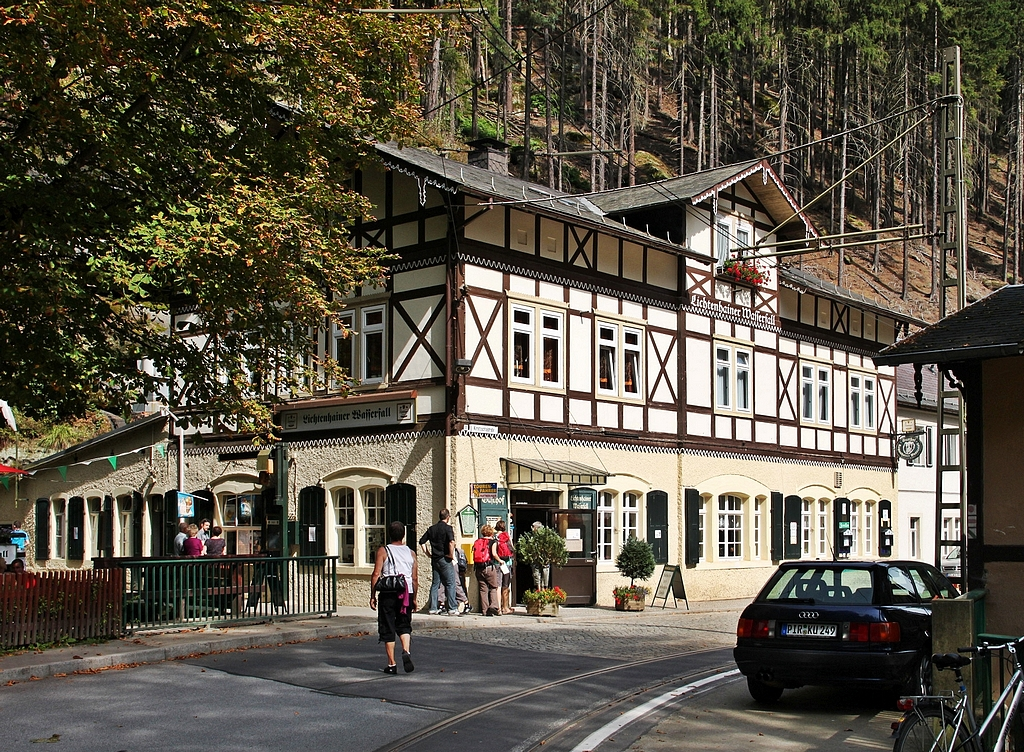
Gasthaus am Lichtenhainer Wasserfall (erbaut 1852/1853) im Elbsandsteingebirge

Weitere Länder
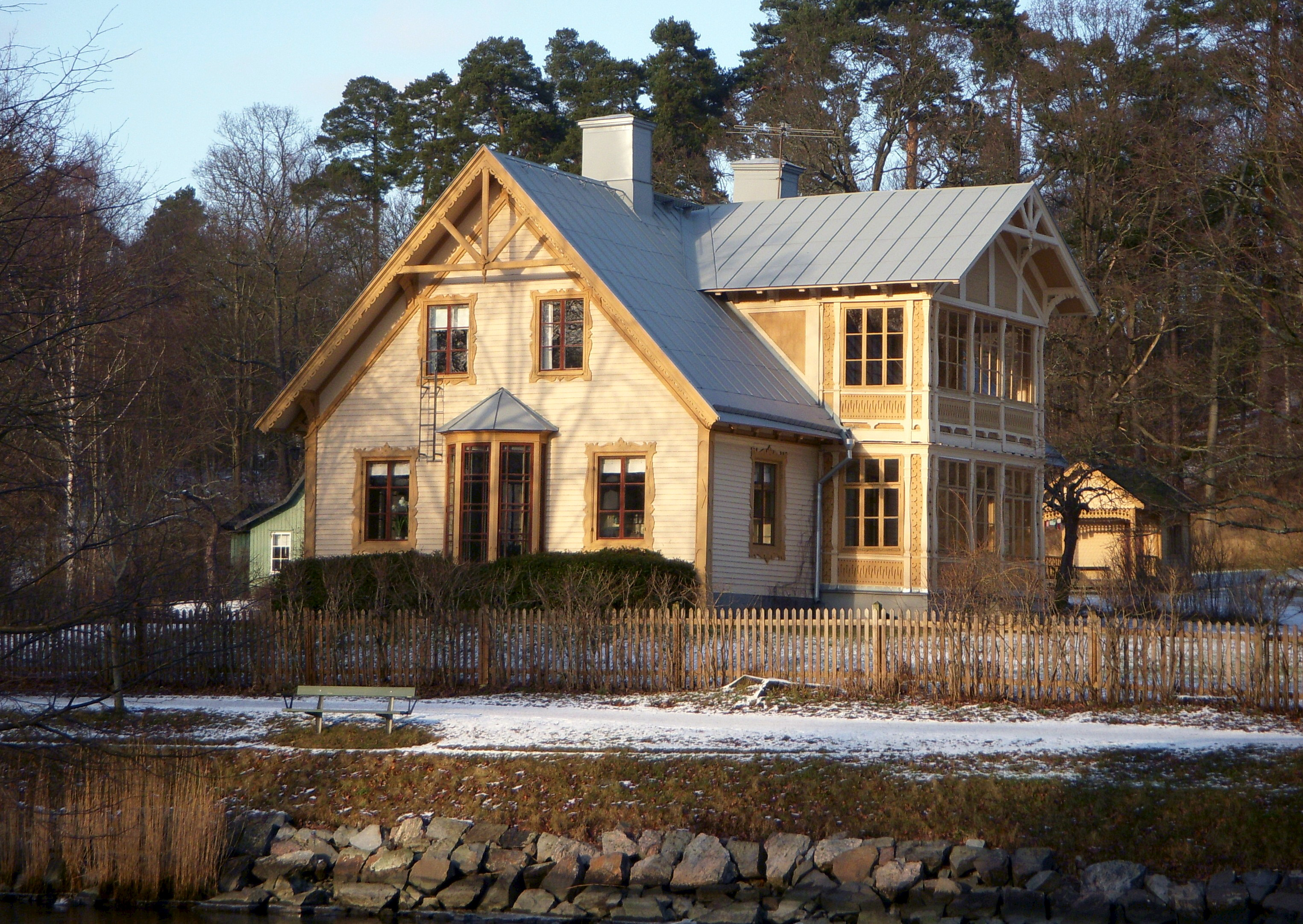
Johansdal von 1881, Djurgården, Schweden
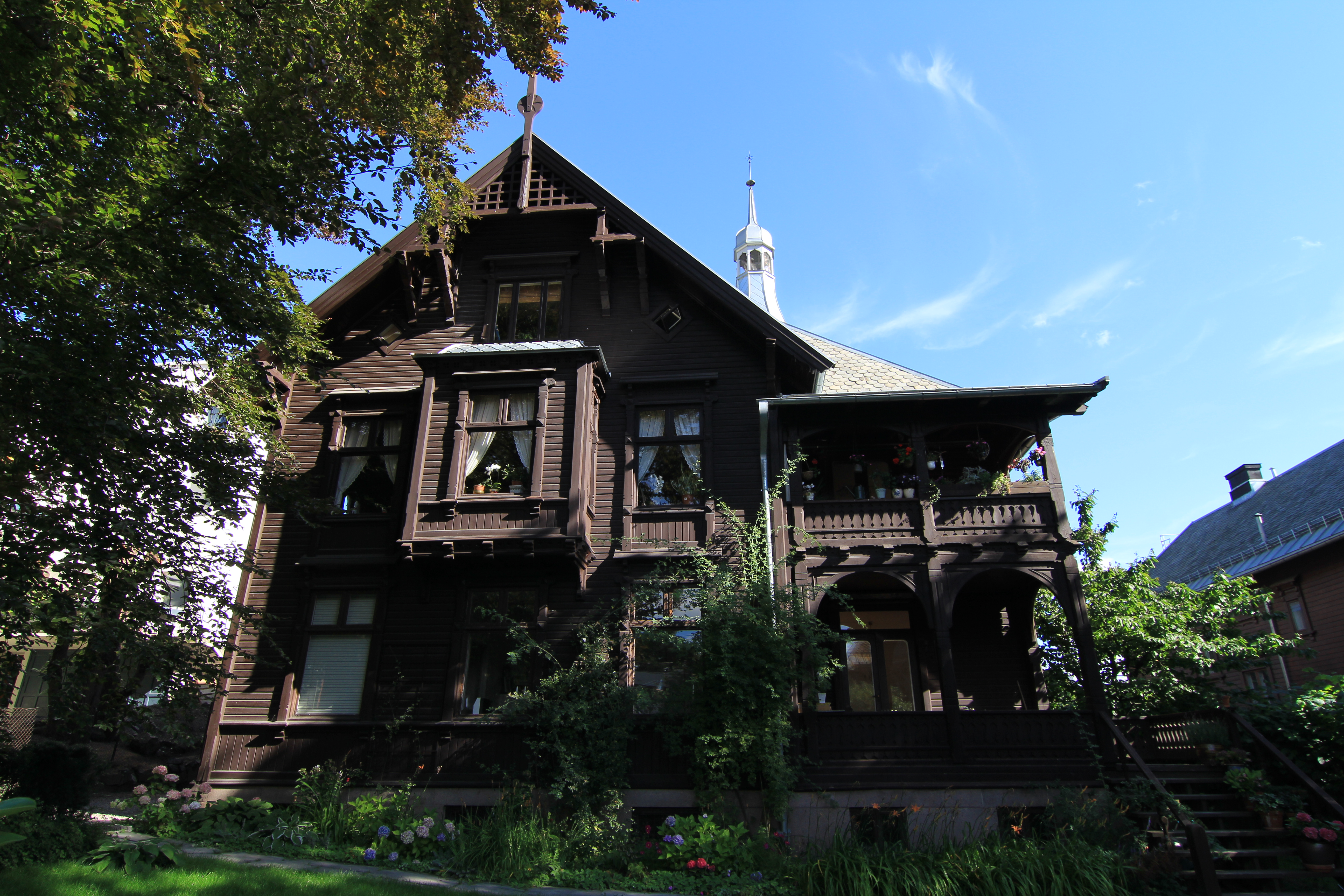
Villa im Schweizerstil von Heinrich Jürgensen 1897 in Oslo, Norwegen
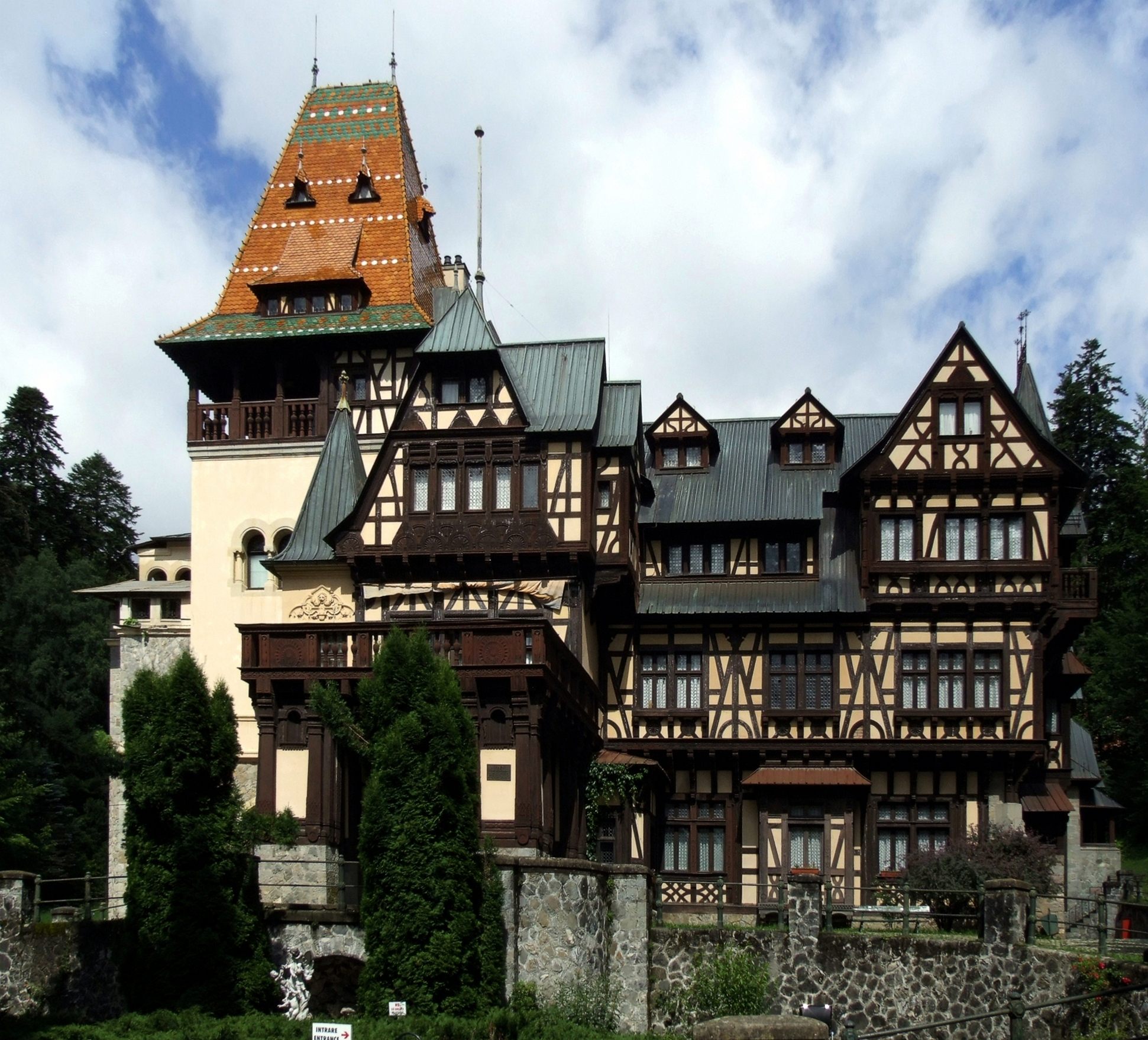
Schloss Pelișor in Rumänien
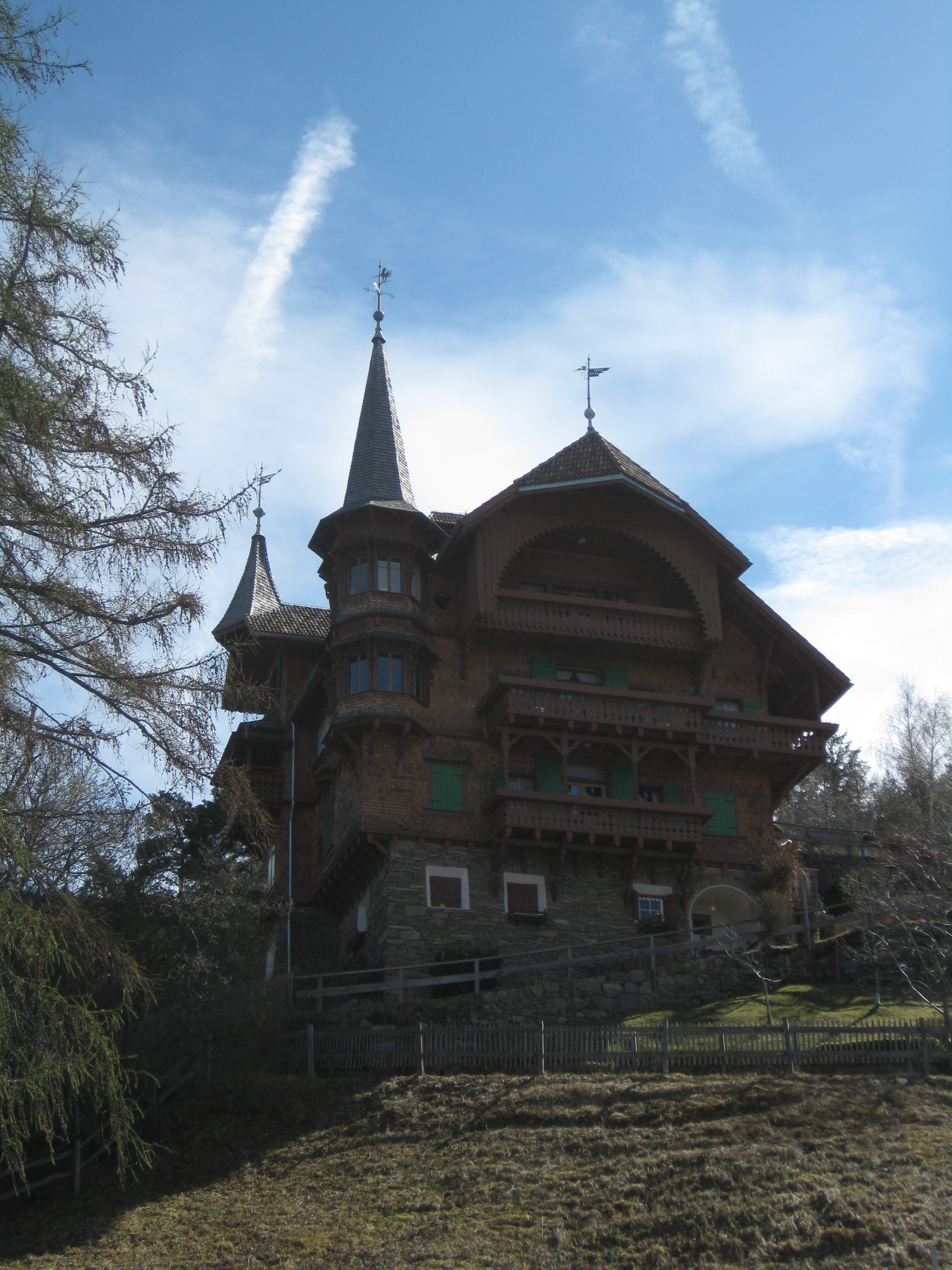
Villa Degischer-Bittner in Kohlern bei Bozen, Italien
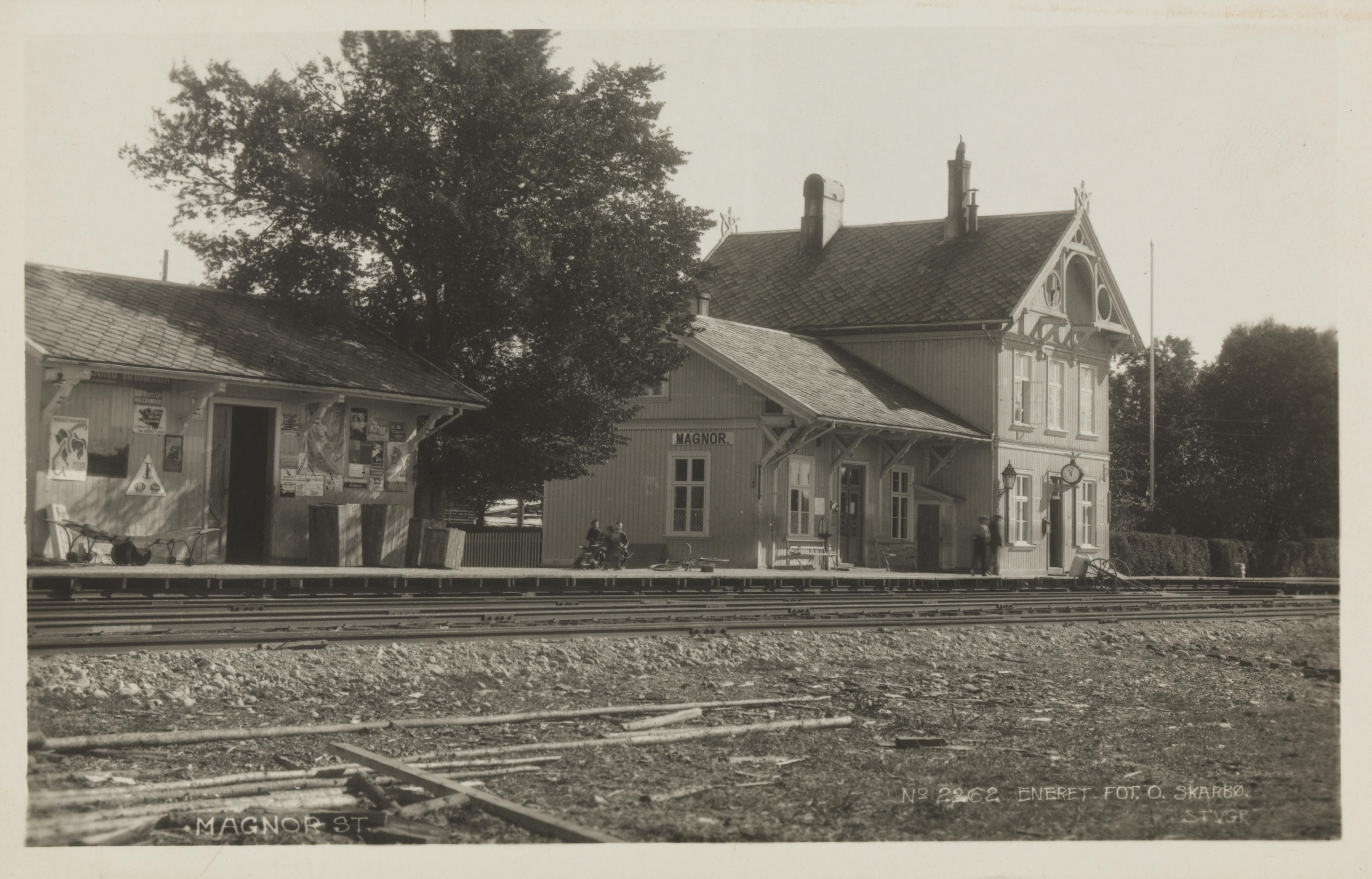
Bahnhof Magnor in Norwegen

## Bekannte Architekten
- Jacques Gros